# Johnthan Banks
Johnthan Shuntay Banks (Maben, 3 ottobre 1989) è un giocatore di football americano statunitense che gioca nel ruolo di cornerback per i Tampa Bay Buccaneers della National Football League (NFL). Fu scelto nel corso del secondo giro (43º assoluto) del Draft NFL 2013 dai Buccaneers. Al college ha giocato a football all’Università statale del Mississippi.

## Carriera professionistica

### Tampa Bay Buccaneers
Banks era considerato uno dei migliori cornerback selezionabili nel Draft NFL 2013 e fu scelto nel corso del secondo giro dai Tampa Bay Buccaneers. Debuttò come professionista partendo come titolare nella sconfitta della settimana 1 contro i New York Jets mettendo a segno 3 tackle. Nella settimana 4 contro gli Arizona Cardinals fece registrare il primo intercetto in carriera ai danni di Carson Palmer e deviò due passaggi. Il secondo lo mise a segno nella vittoria della settimana 12 su Matthew Stafford dei Detroit Lions e il terzo due settimane dopo contro i Buffalo Bills.

## Vittorie e premi
- Jim Thorpe Award - 2012

## Statistiche
| Partite totali      | 11 |
| Partite da titolare | 11 |
| Tackle              | 37 |
| Sack                | 0  |
| Intercetti          | 2  |